# Férfi 4 × 7,5 km-es biatlonváltó az 1980. évi téli olimpiai játékokon
Az 1980. évi téli olimpiai játékokon a biatlon férfi 4 × 7,5 km-es váltó versenyszámát február 22-én rendezték. Az aranyérmet a szovjet váltó nyerte. Magyar csapat nem vett részt a versenyen.

## Végeredmény
A csapatok tagjainak mindkét sorozatban 8 lövési kísérlete volt az 5 célpontra. Minden hibás találat után 150 méter büntetőkört kellett megtennie a hibázó versenyzőnek. Az időeredmények másodpercben értendők. A lövőhibáknál sorozatonként az első szám a hibás találatot, a második szám az 5 darab kísérleten felüli plusz kísérletek számát mutatják.
| Helyezés | Csapat                                                                                              | Idő                                            | Lövőhiba                              |
| -------- | --------------------------------------------------------------------------------------------------- | ---------------------------------------------- | ------------------------------------- |
| Arany    | Szovjetunió (URS) · Vlagyimir Alikin · Alekszandr Tyihonov · Vlagyimir Barnasov · Anatolij Aljabjev | 1:34:03,27 22:40,71 23:44,60 23:48,36 23:49,60 | 0+12 0+1 0+1 0+0 0+3 0+3 0+1          |
| Ezüst    | NDK (GDR) · Mathias Jung · Klaus Siebert · Frank Ullrich · Eberhard Rösch                           | 1:34:56,99 23:03,85 24:47,64 23:01,26 24:04,24 | 3+18 0+0 0+3 1+3 1+3 0+1 0+3 0+2 1+3  |
| Bronz    | NSZK (FRG) · Franz Bernreiter · Hans Estner · Peter Angerer · Gerd Winkler                          | 1:37:30,26 24:53,58 24:31,97 23:31,20 24:33,51 | 2+15 0+0 2+3 0+1 0+3 0+2 0+2 0+1 0+3  |
| 4.       | Norvégia (NOR) · Svein Engen · Kjell Søbak · Odd Lirhus · Sigleif Johansen                          | 1:38:11,76 24:52,10 24:03,15 24:08,66 25:07,85 | 3+17 0+2 1+3 0+2 0+3 0+0 2+3 0+3 0+1  |
| 5.       | Franciaország (FRA) · Yvon Mougel · Denis Sandona · André Geourjon · Christian Poirot               | 1:38:23,36 23:30,07 25:14,71 24:44,46 24:54,12 | 0+15 0+0 0+2 0+2 0+3 0+2 0+2 0+1 0+3  |
| 6.       | Ausztria (AUT) · Rudolf Horn · Franz-Josef Weber · Josef Koll · Alfred Eder                         | 1:38:32,02 23:59,95 25:56,99 24:37,12 23:57,96 | 4+11 0+2 0+3 0+0 4+3 0+1 0+1 0+0 0+1  |
| 7.       | Finnország (FIN) · Keijo Kuntola · Erkki Antila · Kari Saarela · Raimo Seppänen                     | 1:38:50,84 24:18,98 25:04,17 24:14,45 25:13,24 | 6+15 0+1 1+3 0+2 3+3 0+2 0+1 0+0 2+3  |
| 8.       | Egyesült Államok (USA) · Martin Hagen · Lyle Nelson · Donald Nielsen · Peter Hoag                   | 1:39:24,29 24:25,46 24:43,61 24:31,29 25:43,93 | 0+13 0+1 0+2 0+2 0+3 0+1 0+1 0+1 0+2  |
| 9.       | Olaszország (ITA) · Arduino Tiraboschi · Adriano Darioli · Celestino Midali · Luigi Weiss           | 1:40:20,79 24:15,71 24:27,55 25:45,94 25:51,59 | 2+15 0+1 0+2 1+3 0+1 1+3 0+2          |
| 10.      | Svédország (SWE) · Sven Fahlén · Per Andersson · Sören Wikström · Ronnie Adolfsson                  | 1:40:44,62 25:46,60 25:06,56 24:11,80 25:39,66 | 6+16 0+3 3+3 0+0 1+3 0+2 0+0 0+2 2+3  |
| 11.      | Csehszlovákia (TCH) · Josef Skalník · Jaromír Šimůnek · Peter Zelinka · Zdeněk Hák                  | 1:41:48,62 24:31,88 29:37,41 23:55,70 23:43,63 | 4+10 1+3 0+2 0+0 3+2 0+2 0+1 0+0 0+0  |
| 12.      | Nagy-Britannia (GBR) · Graeme Ferguson · Keith Oliver · Jim Wood · Paul Gibbins                     | 1:42:10,59 24:43,63 25:39,61 26:47,14 25:00,21 | 2+14 0+2 0+0 0+2 0+3 0+1 2+3 0+1 0+2  |
| 13.      | Japán (JPN) · Degucsi Hirojuki · Kinosita Maszaicsi · Sibata Takasi · Kinosita Maszaicsi            | 1:45:53,98 25:22,57 25:22,90 28:07,32 27:01,19 | 7+16 1+3 0+2 0+2 0+1 0+2 5+3 0+0 1+3  |
| 14.      | Kína (CHN) · Song Yongjun · Ying Zhenshan · Li Xiaoming · Wang Yumjie                               | 2:01:33,36 27:06,27 29:22,07 30:39,59 34:25,43 | 18+22 0+1 0+3 3+3 3+3 2+3 2+3 5+3 3+3 |
| –        | Argentína (ARG) · Luis Ríos · Jorge Salas · Raúl Abella · Demetrio Velázquez                        | nem ért célba                                  |                                       |